# 国立西が丘サッカー場
西が丘サッカー場（にしがおかサッカーじょう）は、東京都北区の国立スポーツ科学センターにあるサッカー専用スタジアム。施設は独立行政法人日本スポーツ振興センター（以下「JSC」）が所有・運営・管理を行う。正式名称は「国立スポーツ科学センター（西が丘）サッカー場」（こくりつスポーツかがくセンター（にしがおか）サッカーじょう）。
東京都中央区に本社を置く味の素が命名権を取得しており、2012年5月1日から「味の素フィールド西が丘」（あじのもとフィールドにしがおか）の名称を用いている（後述）。

## 概要
連合国軍最高司令官総司令部（GHQ）に接収地された東京兵器補給廠（TOD）の第1地区（東京陸軍兵器補給廠）が返還された後の用途として国立競技場の建設が決まり、国立西が丘運動場と合わせて球技場として整備されたものである。当初は総合球技場として整備されたが、後にサッカー専用となっている。
国立西が丘運動場は後に閉鎖され、跡地に国立スポーツ科学センターとナショナルトレーニングセンター中核拠点（NTC）が建設されており、トレーニング拠点としても活用される。

## 施設概要
天然芝ピッチ（ティフトンとペレニアルライグラスのオーバーシード、105m×68m）の四辺を一層式のスタンドが囲む。メインスタンドとバックスタンドは全席個席だが、屋根はメインスタンドの一部にしかない。サイドスタンドは座席はあるが原則立見席。収容人員は7,258人（個席：5,073、立見席：2,180、障害者席：5）。
大会本部や選手控室などの諸室が南側（NTC側）サイドスタンド下にあるため、選手入場の際にはメインスタンドと南側サイドスタンドの間（すなわちコーナーフラッグの後方）から入場する形となっている。
- 建設面積 : 1,186.65m2（スタンド面積3,460m2）[2]
- 延べ面積 : 997.17m2[2]
- 芝生面積 : 10,614m2[4]
- 夜間照明 : 4基、平均約1,500ルクス[4]

## 沿革
- 1969年5月：建設事業に着手[3]。
- 1972年：国立西が丘競技場として竣工。こけら落としは男子ホッケーの日本対スペイン戦[3]。
- 1972年8月25日：完成後初めてのサッカーの試合としてJSL東西対抗戦が開催[3]。
- 1989年6月11日：1990 FIFAワールドカップ・予選・日本代表×インドネシア代表を開催[3]。
- 2004年3月18日：アテネ五輪男子サッカー・アジア最終予選U-23バーレーン代表×U-23レバノン代表を開催。
- 2007年： スコアボードを磁気反転型からカラーボード対応電光掲示板へ改修[3]
- 2010年：メインスタンドおよびバックスタンドの個席化および両ゴール裏に座席を設置。これにより、収容人員が約9,000人から7,258人へ変更[3]。21台の太陽光発電LED照明装置を設置[5]。
- 2012年5月：命名権により「味の素フィールド西が丘」へ名称が変更[2]
- 2022年3月：照明装置および映像装置の更新工事が完成[6]

## 開催された主な大会
- 第68回国民体育大会（スポーツ祭東京2013）のサッカー競技（少年の部）
- 日本プロサッカーリーグ（Jリーグ）公式戦
  - ホームゲームを開催したクラブは、コンサドーレ札幌（当時）、栃木SC、大宮アルディージャ、FC東京（およびFC東京U-23）、東京ヴェルディ、川崎フロンターレ、横浜FC、AC長野パルセイロなど（Jサテライトリーグは除く）。
- 天皇杯 JFA 全日本サッカー選手権大会
- 日本女子プロサッカーリーグ(WEリーグ)
  - 日テレ・ベレーザの主催試合を開催。
- 皇后杯全日本女子サッカー選手権大会
- 日本フットボールリーグ
  - 主催試合を開催したのは、ソニー仙台FC、アルテ高崎、東京武蔵野シティFC、佐川急便東京SC、FC町田ゼルビア、国士舘大学、クリアソン新宿。
  - クリアソン新宿は、2024年・J3リーグライセンスを承認（J3昇格はならず）された際、都心23特別区をホームタウンとする特殊性を考慮して、当スタジアムと国立競技場を主会場として登記し、認可されたとしている[7]。
- アジアカップウィナーズカップ
  - 開催したクラブは横浜フリューゲルス(1995年。VS香港流浪足球会)
- サッカー日本代表（- 1989年）
- サッカー日本女子代表
- 全日本大学サッカー選手権大会
- 全日本大学女子サッカー選手権大会
- 関東大学サッカーリーグ
- 全国高等学校サッカー選手権大会
- 東京都サッカートーナメント
- 全国自衛隊サッカー大会
- 日本サッカーリーグ（JSL）：合計293試合を開催。
- JSL東西対抗戦、など
- 国際女子サッカークラブ選手権
- 2014年度全国クラブチームサッカー選手権大会準決勝・決勝

## 命名権
2011年12月、JSCは国立西が丘サッカー場の命名権を公募した。2012年5月3日、味の素が国立西が丘サッカー場の命名権を取得する契約をJSCと締結した。2013年5月1日からの5年契約（総額7,500万円）で、「味の素フィールド西が丘」（英語：AJINOMOTO FIELD NISHIGAOKA）の呼称を使用している。なお、Jリーグや日本サッカー協会は「味フィ西」の略称を用いている。
その後契約は数度の延長がなされており、2025年現在は2029年3月31日まで有効。契約金額も契約更新時に改定されており、2025年 - 2029年の現契約では味の素ナショナルトレーニングセンターとの合計で総額5億4000万円（1億3500万円/年）となった。

## エピソード
- 2007年4月11日にコンサドーレ札幌が当競技場でJリーグ ディビジョン2のホームゲームを開催した（対戦相手はアビスパ福岡）[11]。
  - 札幌厚別公園競技場は冬季休業後の芝養生中、札幌ドームはプロ野球の試合のため利用できず、他に検討された室蘭市入江運動公園陸上競技場および宮の沢白い恋人サッカー場も照明設備の設置が困難と判断された（この日の試合はナイトマッチと決定されていた）ため[12]。
- 2010年9月5日には、天皇杯2回戦の東京ヴェルディ対FC町田ゼルビアの試合が当会場で開催された。試合は東京Vのホーム扱いだったが、西が丘でリーグ戦を行う場合、東京V主催試合は南側をホームに、町田主催試合は北側をホームにしていたため、結果的にどちらも通常ホームとして使う側を利用することとなった。[13][14]。
- 2014年3月9日には、AC長野パルセイロが当競技場でJ3リーグのホームゲームを開催した（対戦相手は福島ユナイテッドFC）[15]。本来ホームスタジアムとして利用する予定であった佐久総合運動公園陸上競技場が、冬季の凍結によるピッチ状態の問題により利用困難と判断されたため[16]。

## アクセス

### 鉄道
- 都営地下鉄三田線・本蓮沼駅より徒歩8-10分[1][17]
- 東日本旅客鉄道（JR東日本）埼京線（赤羽線）・十条駅より徒歩15分[1][17]

### バス
- JR東日本赤羽駅西口より国際興業バス「王子駅」行で「HPSC南」下車、徒歩3分[1]
- JR東日本赤羽駅西口より4番乗り場で国際興業バス「池袋駅東口」および「日大病院」行で「HPSC北門」下車、徒歩5分[1][17]
- JR東日本赤羽駅西口より5番乗り場で国際興業バス「赤羽車庫」行で「HPSC南」下車、徒歩3分[17]

## 周辺施設
- 国立スポーツ科学センター研究施設
- 国立スポーツ科学センター屋外テニスコート
- 国立スポーツ科学センターフットサルコート

## フォトギャラリー

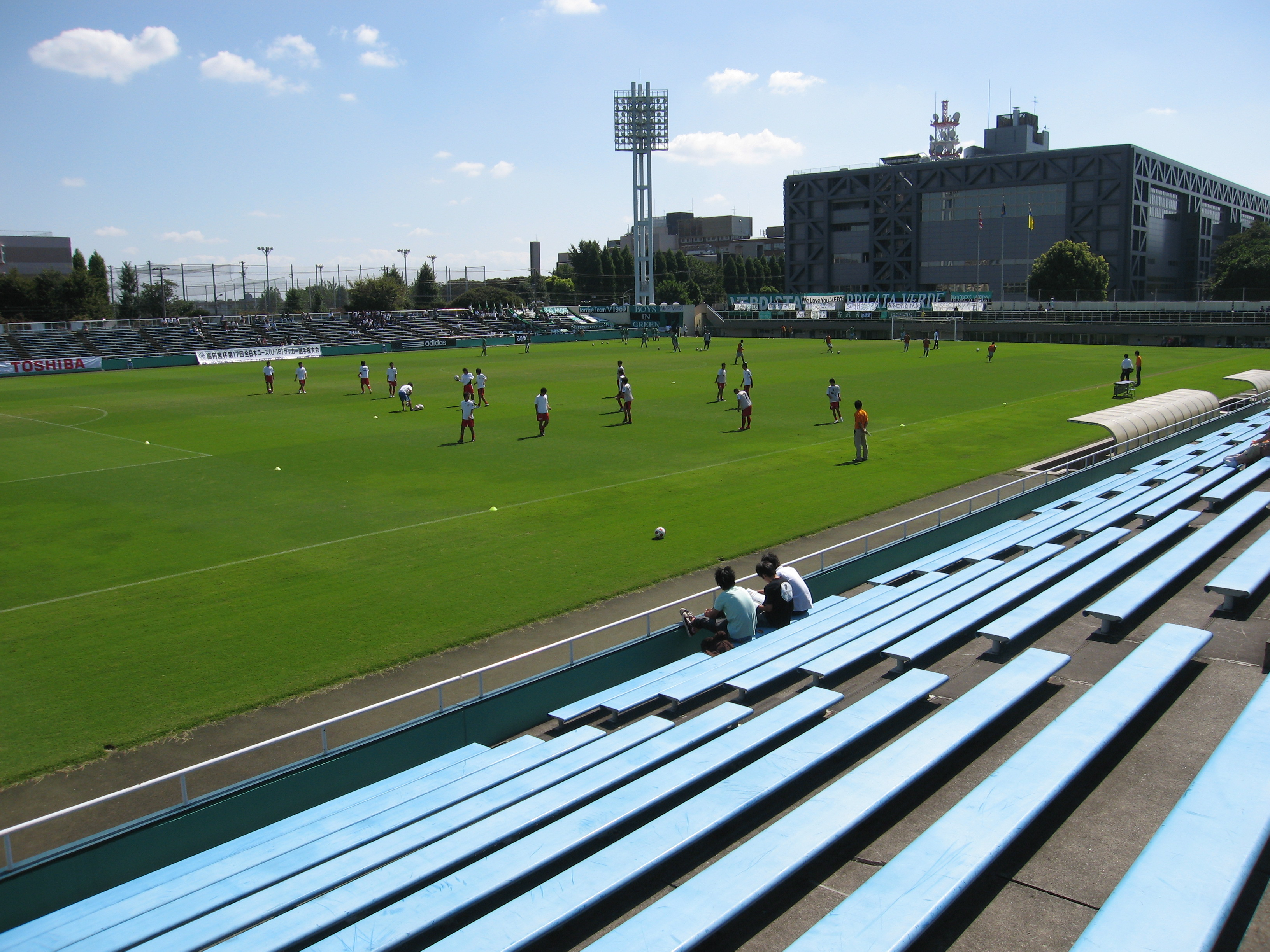
試合の光景
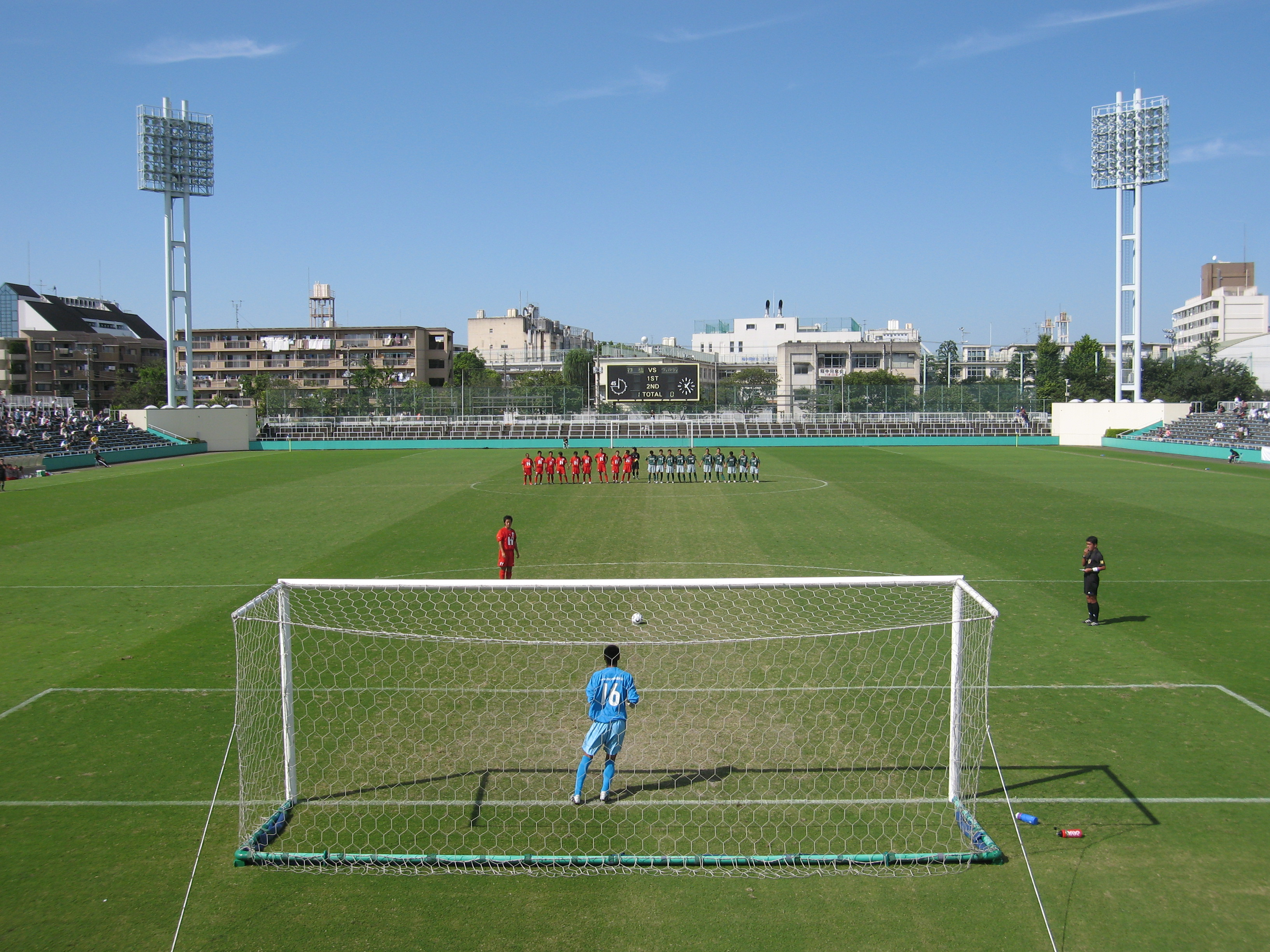
ゴール裏から見る
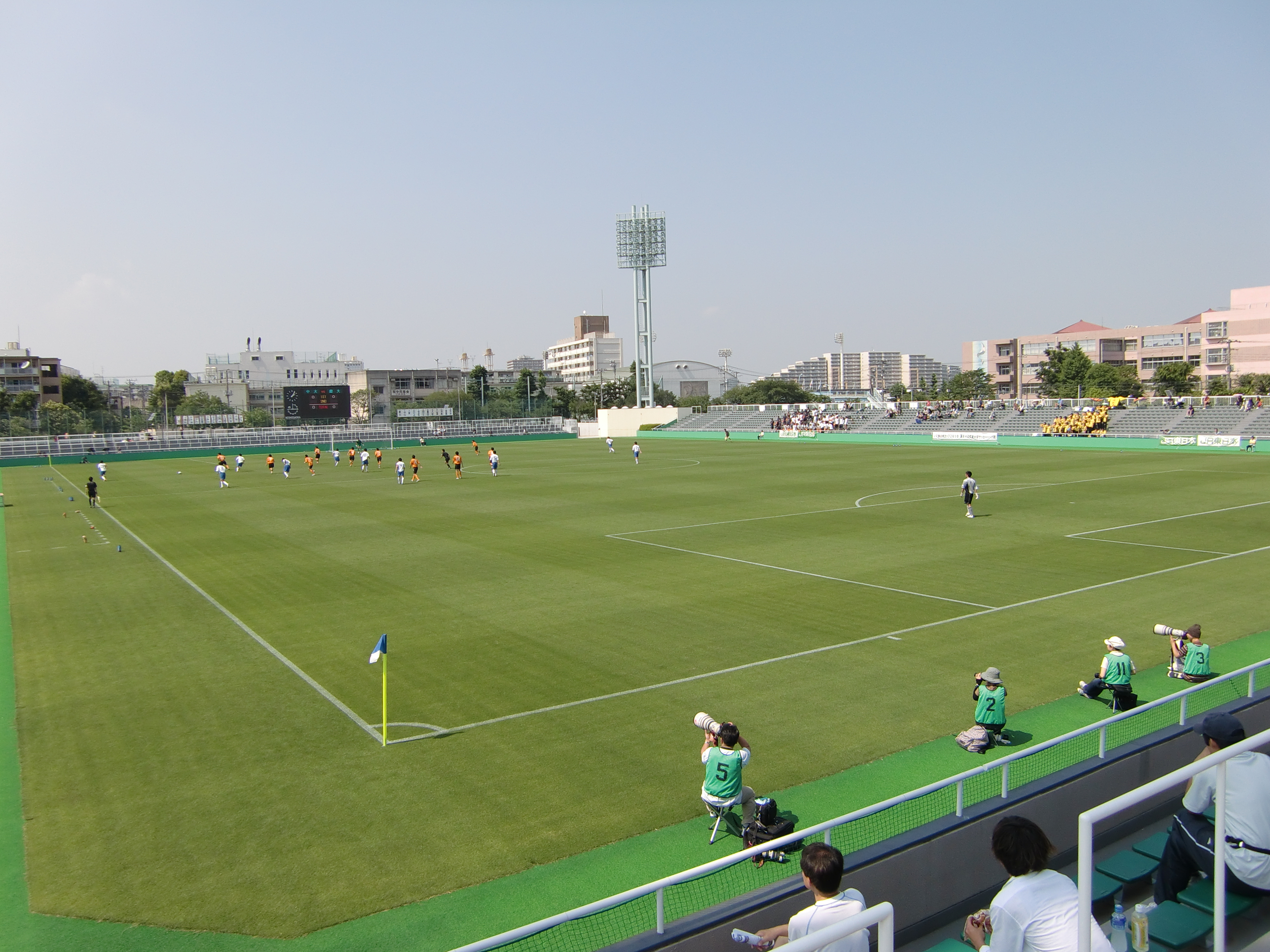
バックスタンドを見る
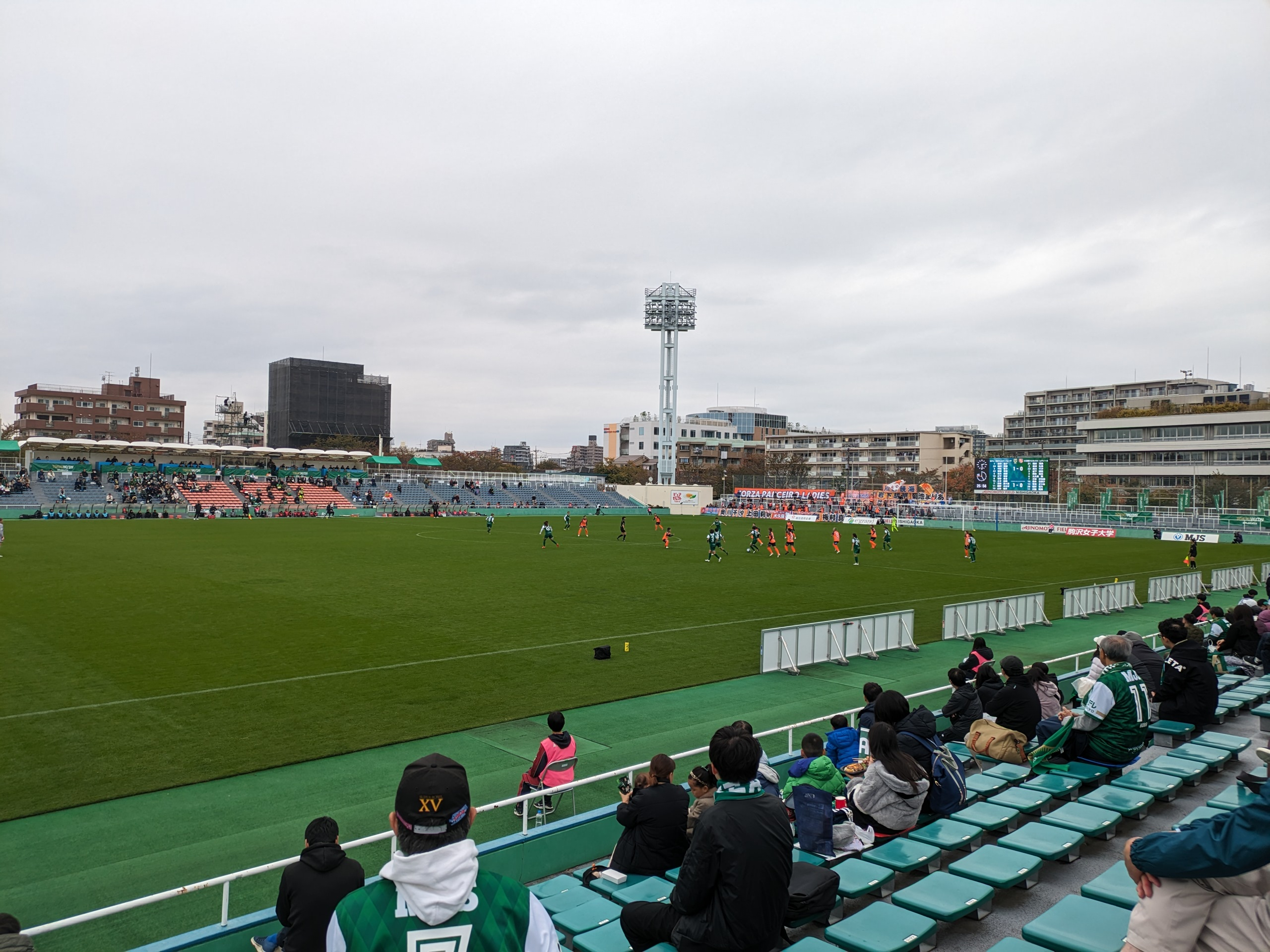
個席化されたバックスタンドと、奥のサイドスタンドの中央に更新された映像装置。